# La Symphonie des éclairs (chanson)
Pour l’article homonyme, voir La Symphonie des éclairs.
Singles de Zaho de Sagazan
Tristesse
(2023) Dis-moi que tu m'aimes
(2023)
La Symphonie des éclairs est une chanson de l'auteure-compositrice-interprète française Zaho de Sagazan. Elle est sortie le 31 mars 2023 en tant que quatrième titre de son premier album studio éponyme. La chanson sort ensuite en single le 20 avril 2023.
La chanson remporte la Victoire de la chanson originale lors de la 39e cérémonie des Victoires de la musique.

## Histoire
Depuis qu'elle est petite, Zaho de Sagazan est une personne d'une grande sensibilité, chose qu'étant petite, elle trouvait cela comme étant un drame. Après le départ de ses sœurs ainées, elle découvre le piano qui deviendra son meilleur ami. Le refrain de la chanson lui est inspiré par son tout premier voyage en avion dans lequel elle est émerveillée par la beauté du ciel et des nuages avant de redescendre vers l'océan et d'y trouver un paysage encore plus beau,,. Elle mettra par la suite, trois ans pour terminer l'écriture du texte.

## Thème des paroles
Les paroles abordent le thème de l'hypersensibilité sous la forme d'une tempête. On peut comprendre que cela parle d'une petite fille tourmentée au point de se qualifier elle même de "petite tempête". On trouve également un contraste dans les deux premiers couplets où sont montrées des émotions négatives, le dernier couplet et le refrain dans lesquels sont montrés des vibrations positives.

## Clip vidéo
Il existe deux clips différents:
Le premier est sorti le 20 avril 2023 avec le single. Il est réalisé par la sœur de la chanteuse, Emile Auguste, sous la forme d'un dessin animé.
Le deuxième sort le 30 octobre 2023. Celui-ci est réalisé par Bobby Léon. Dans ce clip, Zaho de Sagazan se compare au héros de fiction Peter Pan. On la voit tout d'abord seule sur la terre ferme avant qu'une violente tempête n'arrive et l'emporte dans les airs.

## Reprises
La chanson est reprise lors du premier prime de la saison 12 de l'émission Star Academy , par le candidat Ulysse.
La chanson est reprise par le candidat Steven lors des auditions à l'aveugle de la saison 14 de The Voice: La Plus Belle Voix, étape qu'il ne réussira pas à passer.
La chanson est également reprise pour une publicité de voitures Renault.
Chantée en Breton par Kaelig.

## Classement et certifications
| Classement (2023-24)                    | Meilleure position |
| --------------------------------------- | ------------------ |
| Belgique (Wallonie Ultratop 50 Singles) | 28                 |
| France (SNEP)                           | 12                 |

| Classement (2024)            | Position |
| ---------------------------- | -------- |
| Belgique (Wallonie Ultratop) | 59       |
| France (SNEP)                | 26       |

### Certifications
| Région         | Certification | Ventes/Streams                  |
| -------------- | ------------- | ------------------------------- |
| Belgique (BEA) | Or            | 10 000 d'équivalent ventes      |
| France (SNEP)  | Diamant       | 50 000 000 d'équivalent streams |

## Historique de sortie
| Pays   | Date         | Format                    | Label          |
| ------ | ------------ | ------------------------- | -------------- |
| France | 31 mars 2023 | Téléchargement, streaming | Virgin Records |